# Sindaci di Brindisi
Di seguito l'elenco cronologico dei sindaci di Brindisi e delle altre figure apicali equivalenti che si sono succedute nel corso della storia.

## Regno d'Italia (1861-1946)
| Periodo           | Periodo          | Primo cittadino             | Partito                    | Carica            | Note |
| ----------------- | ---------------- | --------------------------- | -------------------------- | ----------------- | ---- |
| 1859              | 8 luglio 1861    | Domenico Balsamo            |                            | Sindaco           | -    |
| 5 novembre 1861   | 21 gennaio 1869  | Antonio Balsamo             |                            | Sindaco           | -    |
| 17 febbraio 1869  | 14 dicembre 1869 | Giuseppe de Castro          |                            | Sindaco           | -    |
| 8 gennaio 1870    | 6 febbraio 1878  | Mariano Monticelli          |                            | Sindaco           | -    |
| 12 febbraio 1878  | 21 luglio 1883   | Filomeno Consiglio          |                            | Sindaco           | -    |
| 1 ottobre 1883    | 21 gennaio 1887  | Vincenzo Gusman             |                            | Sindaco           | -    |
| 25 febbraio 1888  | 8 luglio 1890    | Filomeno Consiglio          |                            | Sindaco           | -    |
| 12 luglio 1890    | 12 luglio 1895   | Engelberto Dionisi          |                            | Sindaco           | -    |
| 29 luglio 1895    | 21 novembre 1896 | Pio Guadalupi               |                            | Sindaco           | -    |
| 23 novembre 1896  | 21 luglio 1910   | Federico Balsamo            |                            | Sindaco           | -    |
| 20 agosto 1910    | 18 ottobre 1913  | Giuseppe Barnaba            |                            | Sindaco           | -    |
| 8 novembre 1913   | 18 aprile 1914   | Alfredo Lazzarini           |                            | Sindaco           | -    |
| 26 settembre 1914 | 4 settembre 1915 | Eduardo Musciacco           |                            | Sindaco           | -    |
| 1917              |                  | Renato Malinverno           |                            | Regio Commissario | -    |
| 6 novembre 1920   | 10 dicembre 1921 | Giovanni Mazzari            |                            | Sindaco           | -    |
| 28 ottobre 1923   | 24 dicembre 1926 | Serafino Giannelli          | Partito Nazionale Fascista | Sindaco           | -    |
| 25 dicembre 1926  | 2 giugno 1934    | Serafino Giannelli          | Partito Nazionale Fascista | Podestà           | -    |
| 16 giugno 1934    | 27 novembre 1943 | Corradino Panico Sarcinella | Partito Nazionale Fascista | Podestà           | -    |
| 12 giugno 1944    | 16 dicembre 1944 | Antonio Caiulo              |                            | Sindaco           | -    |
| 14 aprile 1945    | 15 giugno 1945   | Arturo Sardelli             |                            | Sindaco           | -    |
| 7 luglio 1945     | 16 ottobre 1945  | Luigi Caneschi              |                            | Sindaco           | -    |
| 17 novembre 1945  | 1946             | Francesco Lazzaro           | Partito Comunista Italiano | Sindaco           | -    |

## Repubblica italiana (dal 1946)
| Sindaci eletti dal Consiglio comunale (1946-1994)    | Sindaci eletti dal Consiglio comunale (1946-1994) | Sindaci eletti dal Consiglio comunale (1946-1994) | Sindaci eletti dal Consiglio comunale (1946-1994) | Sindaci eletti dal Consiglio comunale (1946-1994) | Sindaci eletti dal Consiglio comunale (1946-1994) | Sindaci eletti dal Consiglio comunale (1946-1994) | Sindaci eletti dal Consiglio comunale (1946-1994) | Sindaci eletti dal Consiglio comunale (1946-1994) |
| Nominativo                                           | Nominativo                                        | Partito                                           | Partito                                           | Partito                                           | Partito                                           | Mandato                                           | Mandato                                           | Elezione                                          |
| Nominativo                                           | Nominativo                                        | Partito                                           | Partito                                           | Partito                                           | Partito                                           | Inizio                                            | Fine                                              | Elezione                                          |
| ---------------------------------------------------- | ------------------------------------------------- | ------------------------------------------------- | ------------------------------------------------- | ------------------------------------------------- | ------------------------------------------------- | ------------------------------------------------- | ------------------------------------------------- | ------------------------------------------------- |
|                                                      | Francesco Lazzaro                                 |                                                   | Partito Comunista Italiano                        | Partito Comunista Italiano                        | Partito Comunista Italiano                        | 1946                                              | 19 giugno 1948                                    | Elezione 1946                                     |
|                                                      | Vincenzo Guadalupi                                |                                                   | Democrazia Cristiana                              | Democrazia Cristiana                              | Democrazia Cristiana                              | 2 luglio 1948                                     | 27 giugno 1951                                    | Elezione 1946                                     |
|                                                      | Francesco Lazzaro                                 |                                                   | Partito Comunista Italiano                        | Partito Comunista Italiano                        | Partito Comunista Italiano                        | 2 luglio 1951                                     | 22 febbraio 1955                                  | Elezione 1951                                     |
|                                                      | Antonio Di Giulio                                 |                                                   | Partito Socialista Italiano                       | Partito Socialista Italiano                       | Partito Socialista Italiano                       | 3 marzo 1956                                      | 18 giugno 1956                                    | Elezione 1951                                     |
|                                                      | Manlio Poto                                       |                                                   | Democrazia Cristiana                              | Democrazia Cristiana                              | Democrazia Cristiana                              | 26 giugno 1956                                    | 3 aprile 1959                                     | Elezione 1956                                     |
|                                                      | Vitantonio Bruno                                  |                                                   | Democrazia Cristiana                              | Democrazia Cristiana                              | Democrazia Cristiana                              | 3 dicembre 1960                                   | 15 febbraio 1965                                  | Elezione 1960                                     |
|                                                      | Giuseppe Sasso                                    |                                                   | Democrazia Cristiana                              | Democrazia Cristiana                              | Democrazia Cristiana                              | 16 febbraio 1965                                  | 30 giugno 1967                                    | Elezione 1964                                     |
|                                                      | Francesco Arina                                   |                                                   | Democrazia Cristiana                              | Democrazia Cristiana                              | Democrazia Cristiana                              | 15 settembre 1967                                 | 1970                                              | Elezione 1964                                     |
| 1970                                                 | Francesco Arina                                   | 29 novembre 1971                                  | Democrazia Cristiana                              | Democrazia Cristiana                              | Democrazia Cristiana                              | Elezione 1970                                     |                                                   |                                                   |
|                                                      | Francesco Lo Parco                                |                                                   | Democrazia Cristiana                              | Democrazia Cristiana                              | Democrazia Cristiana                              | Elezione 1970                                     | 30 novembre 1971                                  | 1975                                              |
|                                                      | Francesco Arina                                   |                                                   | Democrazia Cristiana                              | Democrazia Cristiana                              | Democrazia Cristiana                              | 1975                                              | 1980                                              | Elezione 1975                                     |
|                                                      | Bruno Carluccio                                   |                                                   | Democrazia Cristiana                              | Democrazia Cristiana                              | Democrazia Cristiana                              | 1980                                              | 1984                                              | Elezione 1980                                     |
|                                                      | Errico Ortese                                     |                                                   | Partito Socialista Italiano                       | Partito Socialista Italiano                       | Partito Socialista Italiano                       | 1985                                              | 1987                                              | Elezione 1985                                     |
|                                                      | Cosimo Ennio Masiello                             |                                                   | Partito Comunista Italiano                        | Partito Comunista Italiano                        | Partito Comunista Italiano                        | 17 dicembre 1987                                  | 4 marzo 1989                                      | Elezione 1985                                     |
|                                                      | Cosimo Quaranta                                   |                                                   | Democrazia Cristiana                              | Democrazia Cristiana                              | Democrazia Cristiana                              | 4 marzo 1989                                      | 11 agosto 1990                                    | Elezione 1985                                     |
|                                                      | Giuseppe Marchionna                               |                                                   | Partito Socialista Italiano                       | Partito Socialista Italiano                       | Partito Socialista Italiano                       | 11 agosto 1990                                    | 26 ottobre 1992                                   | Elezione 1990                                     |
|                                                      | Teodoro Saponaro                                  |                                                   | Partito Democratico della Sinistra                | Partito Democratico della Sinistra                | Partito Democratico della Sinistra                | 5 dicembre 1992                                   | 24 maggio 1993                                    | Elezione 1990                                     |
|                                                      | Francesco Arina                                   |                                                   | Democrazia Cristiana                              | Democrazia Cristiana                              | Democrazia Cristiana                              | 24 maggio 1993                                    | 3 giugno 1994                                     | Elezione 1990                                     |
|                                                      | Natale D'Agostino (Commissario prefettizio)       | –                                                 | –                                                 | –                                                 | –                                                 | 25 luglio 1994                                    | 5 dicembre 1994                                   | –                                                 |
| Sindaci eletti direttamente dai cittadini (dal 1994) |                                                   |                                                   |                                                   |                                                   |                                                   |                                                   |                                                   |                                                   |
| Nominativo                                           | Nominativo                                        | Partito                                           | Partito                                           | Coalizione                                        | Coalizione                                        | Mandato                                           | Mandato                                           | Elezione                                          |
| Nominativo                                           | Nominativo                                        | Partito                                           | Partito                                           | Coalizione                                        | Coalizione                                        | Inizio                                            | Fine                                              | Elezione                                          |
|                                                      | Michele Errico                                    |                                                   | Partito Democratico della Sinistra                |                                                   | PDS-PPI-PS-AD-CS                                  | 5 dicembre 1994                                   | 18 dicembre 1995                                  | Elezione 1994                                     |
|                                                      | Isabella Giannolla (Commissario prefettizio)      | –                                                 | –                                                 | –                                                 | –                                                 | 12 marzo 1996                                     | 10 giugno 1996                                    | –                                                 |
|                                                      | Lorenzo Maggi                                     |                                                   | Cristiani Democratici Uniti                       |                                                   | FI-AN-CCD-CDU                                     | 10 giugno 1996                                    | 9 giugno 1997                                     | Elezione 1996                                     |
|                                                      | Giovanni Antonino                                 |                                                   | Forza Italia                                      |                                                   | FI-AN-CCD-CDU-PRI                                 | 17 novembre 1997                                  | 28 maggio 2002                                    | Elezione 1997                                     |
|                                                      | Giovanni Antonino                                 | Indipendente                                      |                                                   | DS-DL-PRC-L. civiche                              | 28 maggio 2002                                    | 5 novembre 2003                                   | Elezione 2002                                     |                                                   |
|                                                      | Bruno Pezzuto (Commissario prefettizio)           | –                                                 | –                                                 | –                                                 | –                                                 | 5 novembre 2003                                   | 14 giugno 2004                                    | –                                                 |
|                                                      | Domenico Mennitti                                 |                                                   | Alleanza Nazionale                                |                                                   | FI-AN-UDC-PRI                                     | 14 giugno 2004                                    | 22 giugno 2009                                    | Elezione 2004                                     |
|                                                      | Domenico Mennitti                                 | Il Popolo della Libertà                           |                                                   | PdL-PRI-L. civiche                                | 22 giugno 2009                                    | 1º settembre 2011                                 | Elezione 2009                                     |                                                   |
|                                                      | Bruno Pezzuto (Commissario prefettizio)           | –                                                 | –                                                 | –                                                 | –                                                 | 1º settembre 2011                                 | 12 maggio 2012                                    | –                                                 |
|                                                      | Cosimo Consales                                   |                                                   | Partito Democratico                               |                                                   | PD-UdC-PRI-SEL-ApI                                | 12 maggio 2012                                    | 11 febbraio 2016                                  | Elezione 2012                                     |
|                                                      | Cesare Castelli (Commissario prefettizio)         | –                                                 | –                                                 | –                                                 | –                                                 | 11 febbraio 2016                                  | 20 giugno 2016                                    | –                                                 |
|                                                      | Angela Carluccio                                  |                                                   | Noi Centro                                        |                                                   | CR-L. civiche                                     | 20 giugno 2016                                    | 26 maggio 2017                                    | Elezione 2016                                     |
|                                                      | Santi Giuffrè (Commissario prefettizio)           | –                                                 | –                                                 | –                                                 | –                                                 | 27 maggio 2017                                    | 29 giugno 2018                                    | –                                                 |
|                                                      | Riccardo Rossi                                    |                                                   | Indipendente (2018-2022)                          |                                                   | PD-LeU-L. civiche                                 | 29 giugno 2018                                    | 1º giugno 2023                                    | Elezione 2018                                     |
|                                                      | Riccardo Rossi                                    | Europa Verde (dal 2022)                           |                                                   |                                                   | PD-LeU-L. civiche                                 | 29 giugno 2018                                    | 1º giugno 2023                                    | Elezione 2018                                     |
|                                                      | Giuseppe Marchionna                               |                                                   | Indipendente                                      |                                                   | FI-FdI-PRI-Lega-L. civiche                        | 1º giugno 2023                                    | in carica                                         | Elezione 2023                                     |